# Jerónimo Grimaldi
Pablo Jerónimo Grimaldi y Pallavicini, marqués y duque de Grimaldi (1710 à Gênes - 1er octobre 1789) était un diplomate et homme politique italo-espagnol.

## Biographie
Il est membre de la grande famille Grimaldi qui règne actuellement sur Monaco et qui a compté durant plusieurs siècles dans la vie politique génoise.
Sa carrière fut très vite orientée vers l'Espagne. En 1746, il est chargé par Philippe V d'une mission auprès de l'infant Philippe afin de le mettre à la tête du duché de Parme.
Au service des rois espagnols Ferdinand VI et Charles III, Grimaldi fut ministre plénipotentiaire en Suède et à Parme, et ambassadeur auprès des États généraux des Provinces-Unies en 1753. En décembre 1757, il reçoit en récompense de ses services le titre de gentilhomme de la chambre du roi.
Charles III le nomma ambassadeur à Paris où, avec le Secrétaire d'État de Louis XV Étienne François de Choiseul, il négocia le troisième Pacte de famille Bourbon entre la France et l'Espagne, qui fut signé le 15 août 1761 et qui provoqua l'entrée de l'Espagne dans la guerre de Sept Ans. Il signa également le traité de Paris le 10 février 1763.
En septembre 1763, après le limogeage de Richard Wall, il est nommé secrétaire d'État, poste qu'il occupa jusqu'en 1776. Il était un réformiste, membre d'un groupe connu sous le nom de golillas. Avec Leopoldo de Gregorio, marquis d'Esquilache, il parvient à arrêter les émeutes de 1766 provoquées par les réformes d'Esquilache (sa propre maison est d'ailleurs mise à sac pendant les émeutes). Il fut membre de la junta qui vota l'interdiction des Jésuites en 1767.
En 1776, après divers conflits, en particulier la défaite de 1775 lors de l'expédition d'Alger, il est relevé de son poste et envoyé comme ambassadeur à Rome. Il fut fait Grand d'Espagne et décoré de l'Ordre de la Toison d'or. Il reçut également le titre de duque de Grimaldi pour ses services à la Couronne d'Espagne.
Il meurt à Gênes, le 1er octobre 1789.